# Cornélie van Oosterzee
Cornélie van Oosterzee (16 d'agost de 1863 - 12 d'agost de 1943) va ser una pianista i compositora neerlandesa.

## Biografia

### Primers anys
Cornélie Oosterzee va néixer el 16 d'agost de 1863 a Batavia (actualment Jakarta). Era la filla més jove de Pieter Cornelis van Oosterzee (1819-1882), president de la Nederlandsche Handel-Maatschappij Factorij, i Johanna Theophanie Bernardina (1823-1887). Cornélie tenia tres germanes i tres germans grans, inclòs Louis van Oosterzee (1859-1918), que va ser oficial holandès en les antigues Índies Orientals Holandeses, retirat el 14 de febrer de 1915 i nomenat cavaller de l'ordre de Oranje-Nassau. Cornélie era neta per part de mare del coronel Bernard Sollewiin i neboda del teòleg Johannes Jacobus van Oosterzee (1817-1882).
Quan Cornélie tenia cinc anys, la família es va mudar de Batavia a l'Haia i, a l'edat de setze anys, va començar a rebre classes de piano de la mà de Carel Wirtz al Reial Conservatori de l'Haia i va estudiar teoria de la música amb el compositor i organista Willem Nicolaï.

### A les Índies Orientals Neerlandeses
Els seus estudis es van aturar el 1883, quan la família es va mudar a les Índies Orientals Neerlandeses. Cornélia sentia que en les Índies no podia desenvolupar-se musicalment i va considerar que la seva carrera musical havia arribat a la seva fi en un "gran encobriment", com escriuria ella mateixa en les seves cartes a Clara Schumann. Quan li va demanar consell a Clara pel que fa als seus estudis de piano, ella li va recomanar que finalitzés la seva carrera com a pianista de concert, ja que ja rondava els vint anys.
També se sap que va mantenir correspondència amb el poeta americà Henry Wadsworth Longfellow. En la seva primera carta, escrita el 16 de febrer de 1880 des del nº 12 de Laan van Meerdervoort, a l'Haia, van Oosterzee es presenta com una "jove holandesa que estudia molt i amb amor la literatura anglesa, però especialment al gran poeta americà, tan conegut al meu país, Longfellow". Estava també molt interessada en el poeta Richard Henry Dana, li agradaria conèixer-lo saber si encara continuava amb vida i, si no, quan havia mort. La resposta de Longfellow va ser ràpida i satisfactòria, segons sembla en una carta escrita per Oosterzee el 25 de març de 1880, també escrita des de l'Haia.
En ella diu:
"Ahir vaig tenir el gran plaer de rebre la seva amable carta. No sé com agrair-les seves paraules, els bells versos i la informació, per la qual estic en deute amb vostè. Lamento profundament la mort del poeta Dana, però li envejo perquè el seu nom no serà oblidat."

### Estudis a Alemanya
El 1888, amb 25 anys i després de la mort de la seva mare, va tornar als Països Baixos i va reprendre els seus estudis amb Willem Nicolaï. Seguint el consell donat pel compositor Julius Röntgen i el baríton Johannes Messchaert, va decidir continuar la seva educació a Alemanya. Va estar 2 anys al Conservatori Stern de Berlín, i sobre aquesta experiència ella mateixa la va descriure com decebedora: "Aquesta dona ha suscitat moltes sospites i un rebuig general, quantes pedres em van posar pel camí! Si trenqués una mica els motlles i, d'alguna manera, les meves germanes superessin aquest desànim i desconfiança, quin feliç em faria!"
Dos anys després es va mudar a Stuttgart i allí va ser alumna de Samuel de Lange i Robert Radecke. Poc després, en 1892, va tornar a Berlín després de ser acceptada a l'Escola Heinrich Urban per Compositors Instrumentals. Va ser l'única dona admesa perquè les seves obres "no estaven compostes com ho faria una dama". A Berlín, Cornélie va escriure principalment treballs orquestrals. Encara que va romandre allà durant la resta de la seva vida, va ser molt aclamada en els Països Baixos i va ser nomenada membre de l'ordre de Oranje-Nassau el 1897.

### Estrenes destacades
La seva música es va interpretar inicialment de forma regular, tant a Alemanya, amb prominents directors (com Arthur Nikisch i Gustav Kogel), com per l'orquestra més important dels Països Baixos: la Concertgebouw Orchestra. Així és com el Preludi a Iolanthe es va interpretar l'1 de setembre de 1894 a l'obertura festiva del Teatre Municipal de Amsterdam (Stadsschouwburg Amsterdam) sota la batuta del director Willem Kes. El seu successor Willem Mengelberg va dirigir el seu poema simfònic Königs-Idyllen al Reial Concertgebouw d'Amsterdam en 1897 i en 1900 la seva Simfonia en Fa menor.

#### Exposició Nacional de Treball de Dones a l'Haia
També va compondre i va dirigir una cantata per a cor i orquestra per a l'obertura de l'Exposició Nacional del Treball de les Dones a l'Haia el 31 de agosto de 1898. La seva lletra cridava a les dones a sortir de la foscor: "La llum del desenvolupament lliure, de la ciència i l'art, la llum de la independència, no brillava en ella. Les dones no s'atrevien a parlar en veu alta; elles van inclinar els seus caps davant la nit. I en la seva debilitat es van unir, encara xiuxiuejant. Però la llum brillarà, la llum del dia conquistarà dies i nits."
Durant la interpretació, l'audiència va lloar la soprano amb un sonor "brau". Tant la lletra com la música es van fer ressò del romàntic motiu grial de l'última òpera de Wagner, Parsifal (1882), una al·legoria del triomf de la cristiandat sobre el "paganisme". Després de la fugida final (amb el reclam "Escolteu, germanes, escolteu!") Els intèrprets van rebre una gran ovació i el lletrista i la compositora van ser lloats amb flors.

### Darrers anys
Se sap relativament poc sobre els seus últims 25 anys. Va romandre soltera i sense fills i va viure els seus últims anys amb la seva germana Carolina Henriette Paulina al Carrer Aschaffenburger, al districte Wilmersdorf de Berlín. Ella era, entre altres coses, corresponsal de música de Algemeen Handelsblad. En un informe periodístic sense data s'esmenta que va rebre el Ereteken de la Creu Roja Alemanya "a causa del seu treball sacrificat per als indigents alemanys". En el període d'entreguerres, l'interès en el seu treball es va esvair, perquè els estils de composició més moderns exigien atenció. Algunes de les seves cançons i obres corals de vegades es cantaven, però cap al final de la seva vida els seus treballs més grans van ser completament oblidats.
Va morir el 12 d'agost de 1943, poc abans de complir 80 anys, a la ciutat de Berlín.

## Influències
Van Oosterzee va compondre en una expressió romàntica tardana de la que podia derivar-se una gran admiració per Wagner i Strauss. Ha escrit cançons, obres corals, música de piano, música de cambra, obres orquestrals (poemes simfònics i una simfonia) i una òpera. El seu únic treball que reflecteix la seva etapa a Indonèsia és Sechs leichte Klavierstücke op. 55, que incloïa Malaiisches Wiegenliedchen i Javanische Tanz.

## Obres
Gran part de la seva música s'ha perdut, possiblement algun temps després de la seva mort, en els estralls de la Batalla de Berlín el 1945. En total, 40 de les seves peces han estat conservades.
| Període | Títol                                                            | Instrumentació        | Informació addicional                                       |
| ------- | ---------------------------------------------------------------- | --------------------- | ----------------------------------------------------------- |
| 1890    | Drei Lieder: für eine Singstimme mit Pianofortebegleitung, op. 3 | veu, piano            | editorial Amsterdam: De Algemeene Muziekhandel              |
| 1893    | Mijn liefde                                                      | veu, guitarra i piano | dedicat a les germanes de la compositora, Marie i Caroline. |
| 1899    | Te Bethlehem, op. 14                                             | quatre veus a capella | poema de Pol de Mont, de la llegenda de Jeschua-ben-Jossef  |
| 1899    | Fête costumée: 3 fantaisies pour le piano, op. 15                | piano solo            | editorial Middelburg                                        |
| 1900    | Weenend woud                                                     | veu, piano            | poema de Johanna Snellen                                    |
| 1900    | Zwei Gesänge, op 21                                              | veu, piano            | editorial Middelburg                                        |
| 1901    | Quatre petites valses capricieuses, op. 23                       | piano solo            | editat per Claudia Meinardus-Brehm                          |
| 1902    | Avond                                                            | veu, piano            | poema de Marie Boddaert                                     |
| 1905    | Werke                                                            | veu, piano            | editorial Middelburg                                        |
| 1910    | Toen Jezuken nog een kindeken was                                | veu, piano            | dedicat a Pierre-Michel Frenkel                             |
| 1910    | Das Gelöbnis : Musikdrama in 2 Aufzügen und 4 Bildern            | òpera                 | segons les novel·les de Novelle von Richard Voss            |
| 1920    | Zwei Phantasiestücke, op 18: für Violine, Cello und Klavier      | violí, cello i piano  | editorial Middelburg                                        |

També va traduir al holandès el llibre d'Augusta de Wit, Java: Feiten en fantasiën, que eren un conjunt de relats de les impressions de l'autor dels seus viatges a Java, publicats entre 1905 i 1907.